# Matteo Gianello
Matteo Gianello (Bovolone, provincia de Verona, Italia, 7 de mayo de 1976) es un exfutbolista italiano que jugaba de guardameta.

## Trayectoria
Gianello comenzó su carrera en 1993 con el Chievo Verona, donde siguió jugando hasta 2000, salvo un año cedido a préstamo al Sampdoria de Génova. Luego fue transferido al Siena, que lo cedió a préstamo a Hellas Verona y Lodigiani de Roma.
En septiembre de 2004 el presidente De Laurentiis lo llevó al Napoli. En enero de 2008 hizo su debut como titular en la Serie A para sustituir al lesionado Iezzo; gracias a sus buenas actuaciones, a fin de campeonato prolongó su contrato con el club azzurro hasta 2011. El 30 de junio de 2011, terminado el contrato con los napolitanos, dejó el club después de siete años de militancia.
En noviembre de 2011 fichó por el MM Sarego, club de la Serie D (quinta división italiana); sin embargo, después de jugar 3 partidos, fue desvinculado. El 4 de marzo de 2012 fue contratado por el Villafranca, que también militaba en la Serie D, pero tras 4 partidos dejó por motivos personales.

## Selección nacional
En 1997 fue convocado por la Selección Sub-23 de Italia.

## Clubes
| Club           | País   | Año         |
| -------------- | ------ | ----------- |
| Chievo Verona  | Italia | 1993 - 1994 |
| UC Sampdoria   | Italia | 1994 - 1995 |
| Chievo Verona  | Italia | 1995 - 2000 |
| AC Siena       | Italia | 2000 - 2002 |
| Hellas Verona  | Italia | 2002 - 2003 |
| AC Siena       | Italia | 2003 - 2004 |
| AS Lodigiani   | Italia | 2004        |
| AC Siena       | Italia | 2004        |
| SSC Napoli     | Italia | 2004 - 2011 |
| MM Sarego      | Italia | 2011        |
| AS Villafranca | Italia | 2012        |